# 第二克雷姆斯
第二克雷姆斯是德国石勒苏益格－荷尔斯泰因州的一个市镇。总面积11.23平方公里，总人口428人，其中男性223人，女性205人（2011年12月31日），人口密度38人/平方公里。